# 科西嘉納 (密蘇里州)
科西嘉納（英語：Corsicana），又名加德弗里（Gadfly），是位於美國密蘇里州巴里縣的非建制地區。

## 歷史
科西嘉納的郵局於1848年設立，其後於1905年停運。

## 地理
科西嘉納所處的海拔為高於海平面394米（即1293英呎），而該地所採用的時區為UTC-6，即北美中部時區（CST）。同時該地設有夏令時間，為UTC-6調快一小時，即UTC-5（CDT）。